# 菏泽东站
菏泽东站位于中华人民共和国山东省菏泽市定陶区陈集镇桶子河村，是日兰高速铁路和建设中京雄商高速铁路上的高铁站，2019年12月28日，菏泽东站广场综合体及配套项目开工建设；2021年12月26日，菏泽东站投入使用。

## 車站周邊
- 日兰高速公路
- 中国中铁十局

## 建筑规模

### 建筑设计

#### 设计理念
菏泽东站以“牡丹之都、生命之泽”为主题，以“四泽十水流、盛世牡丹开、迎八方来客”为设计立意，采用伞状钢结构落客雨棚、一体化屋面掀起高窗、工字收腰内凹立面，体现当地地域文化特色；菏泽东站站房顶部带型天窗采用层层掀起的造型，通过流线造型展现“水”的历史文脉 。
菏泽东站站房钢结构屋盖采用双向钢管桁架与钢管柱刚接而成的双向相贯桁架结构体系，通过钢柱与屋盖桁架的刚接形式将由四边形、正三角、倒三角及单片桁架组合成屋盖支撑在高空之中，整个屋盖两侧宽，中间弧形收窄，屋盖顶部共设8个天窗口，天窗口桁架采用吊杆形式连接 。

#### 设计参数
菏泽东站站前东、西广场规划总占地面积约489735.50平方米，总建筑面积约449065平方米，其中地上建筑面积167647平方米，地下建筑面积281418平方米 。
菏泽东站东广场占地约20.9067万平方米，其中一期占地10.2万平方米，二期占地10.71万平方米，商业综合体建筑面积为8.2万平方米，其中南侧综合体建筑面积3.6万平方米，北侧综合体建筑面积4.6万平方米 。
菏泽东站西广场占地约20.36万平方米，其中一期占地11.79万平方米，二期占地8.57万平方米 。
菏泽东站总建筑面积198697平方米，其中站房建筑面积59576平方米，落客雨棚及悬挑3334平方米、站台雨棚面积31596平方米，站房其他配套设施为10万平方米；钢结构屋盖最大投影长度为254米，宽度为224米，屋盖檐口标高为30.0米，屋脊标高为38.1米 。

## 歷史
- 2017年3月13日，中国铁路经济规划研究院发布《新建鲁南高速铁路曲阜南站等8座客站建筑概念设计方案征集信息公告》，菏泽东站规模确定。
- 2019年12月28日，菏泽东站广场综合体及配套项目开工建设 。
- 2020年4月23日，菏泽东站广场综合体及配套项目东广场进行首块底板浇筑；11月7日，菏泽东站广场综合体及配套项目西广场完成基坑土方开挖 。
- 2021年6月11日，菏泽东站站房工程屋盖钢结构完成提升，站房封顶；12月26日，菏泽东站随日兰高速铁路曲庄段通车运营而投入使用 。

## 外部連結
- 中国铁路客户服务中心 （页面存档备份，存于）